# Битолско-преспански партизански отряд „Даме Груев“
Битолско-преспанския народоосвободителен партизански отряд „Даме Груев“ е комунистическа партизанска единица във Вардарска Македония и Егейска Македония, участвала в така наречената Народоосвободителна войска на Македония.

## Дейност
Формиран е на 6 юни 1942 година при Синедолското кладенче над село Златари. Първоначално отрядът се състои от 17 партизани (долуизброени), а по-късно достига до 30 – 40 души. На 2 август 1942 година отрядът атакува български войници в Смилево, а на 18 август и полицейска станция в Кажани, на 21 август Златари и на 21 октомври Сопотско. През ноември 1942 година отрядът се разделя на три – в Бигла, Горна и Долна Преспа в Италианската окупационна зона. Заминава за Леринско и Костурско, където през март 1943 година се обединява с Битолския народоосвободителен партизански отряд „Яне Сандански“. През април-май 1943 година съвместно с Леринския народоосвободителен партизански отряд „Вичо“ се сражават с контрачети в района. Новопостъпили бойци в отряда се обособяват в Битолски народоосвободителен партизански отряд „Гоце Делчев“ от 22 май 1943 година. Скоро след това се завръщат в Битолско и една част от бойците преминават в Дебърца на 17 юли, извършват диверсантски акции и се присъединяват към Народоосвободителния батальон „Мирче Ацев“. След капитулацията на Кралство Италия отрядите „Даме Груев“ и „Гоце Делчев“ разоръжават край Любойно 200 италиански войници на 12 ноември. По-късно същия месец двата отряда се вливат в Народоосвободителния батальон „Стив Наумов“.
През ноември 1944 година е формиран нов партизански отряд „Даме Груев“ и действа по пътя Ресен-Битоля в състава на 49-а дивизия на НОВЮ.

## Дейци
Това е списък на отряда към създаването му през 1942 г.
- Гьоре Велковски – Косте – командир на отряд
- Наум Веслиевски – Овчарот – заместник-командир
- Йосиф Йосифовски – Свещарот – политически комисар
- Илия Спировски – Панде – заместник-политически комисар
- Тодор Ангелевски – Строгов – командир за известен период от време
- Петър Божиновски – Кочо
- Естрея Овадия – Мара
- Гавро Пановски – Юноша
- Петър Лютовски – Малчик
- Вангел Нечевски – Тунело[7]
- Ристо Тодоровски – Фет
- Виктор Мешулам – Бустрик[8]
- Пепи Песо – Цане
- Илия Ивановски – Томе
- Ламбе Бошевски – Яни
- Кръсте Соколовски – Йордан
- Мите Трайчевски – Васил
- Славе Илиевски – Стево
- Илия Илиевски – Цветан

Към август 1944 г. отряда има ново командване:
- Димитър Гулевски – Гулас от Битоля – командир
- Кръсте Соколовски – Йордан от Златари, Преспа – заместник-командир
- Коле Стефановски от Градешница, Битолско – политически комисар
- Борис Стояновски от Лера, Битолско – заместник-политически комисар
- Цвета Светиева от Битоля – интендант